# Радиально-осевая турбина

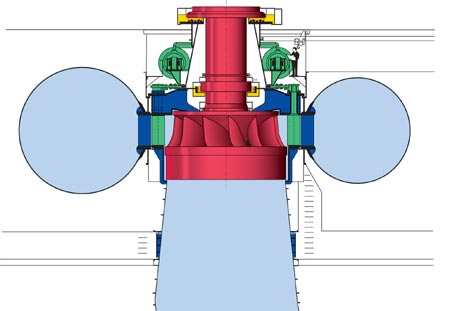
Радиально-осевая турбина (предоставлено Voith-Siemens)

Радиально-осевая турбина (турбина Френсиса) — реактивная турбина. В рабочем колесе турбин данного типа поток сначала движется радиально (от периферии к центру), а затем в осевом направлении (на выход). Преимущественной сферой применения радиально-осевых турбин является гидроэнергетика, где они широко распространены.
Применяют при напорах до 600 м. Так как при бо́льших напорах вода обладает бо́льшей потенциальной энергией, то турбины Френсиса имеют более значительную мощность по сравнению с низконапорными турбинами Каплана. На 2023 год, самые мощные турбины этого типа мощностью 1 ГВт установлены на ГЭС Байхэтань в Китае.
Основным преимуществом турбин данного типа является самый высокий оптимальный КПД из всех существующих типов. Недостаток — менее пологая рабочая характеристика, чем у поворотно-лопастной гидротурбины.

## История
Турбина была разработана англо-американским инженером Джеймсом Френсисом в 1848 году.

## Устройство

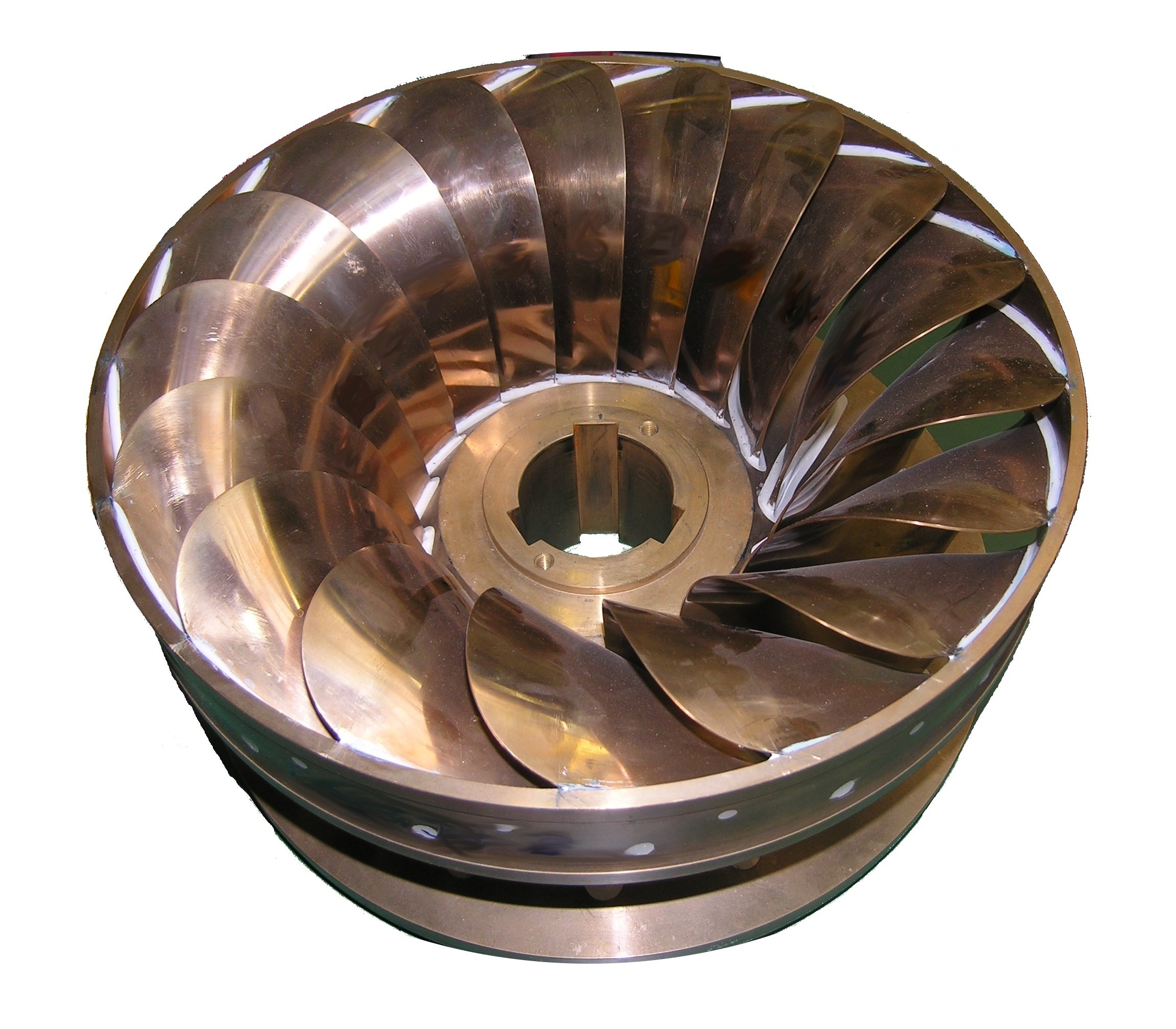
Рабочее колесо малой гидротурбины

Ротором турбины является рабочее колесо, соединённое с валом турбины. Рабочее колесо, как правило, состоит из ступицы, комплекта лопастей и обода. Ступица колеса соединяется с валом турбины. Все детали колеса соединены между собой неподвижно, — это обеспечивает ему хорошие прочностные свойства. Колесо является рабочим органом турбины, преобразующим энергию потока в механическую.

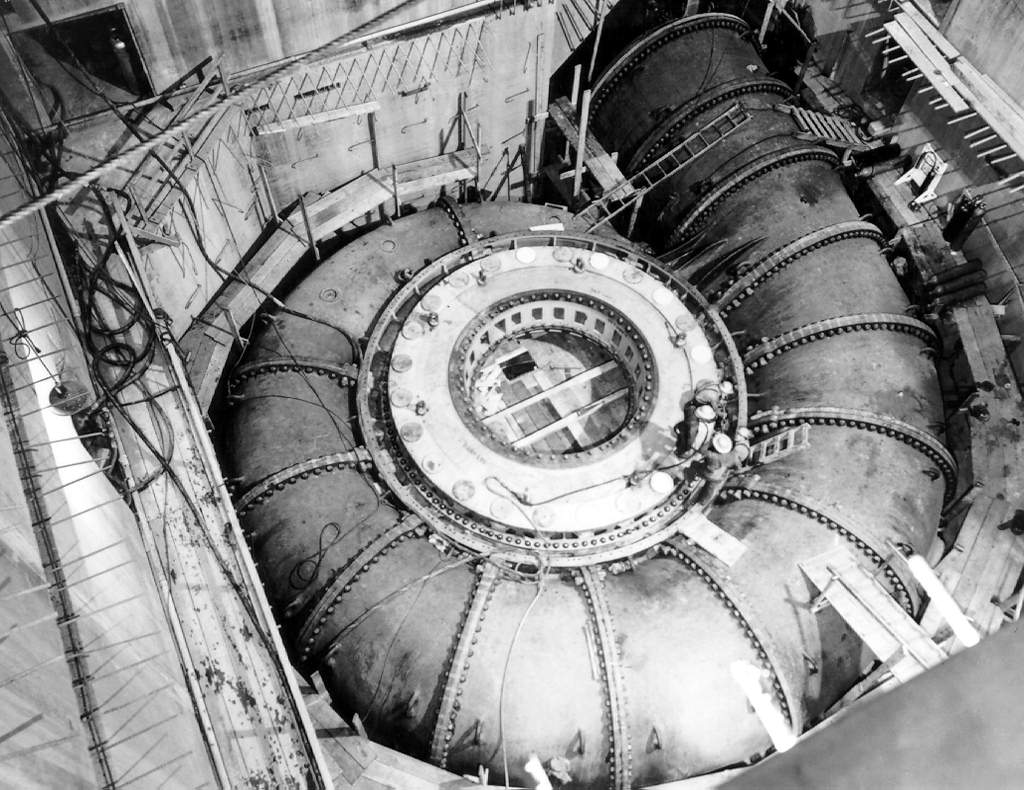
Статор и спиральная камера, ГЭС Гранд-Кули, США

Статором является несущий элемент проточной части турбины, содержащий профилированные колонны, которые придают необходимое направление потоку воды. Также в статор входит направляющий аппарат. Направляющий аппарат турбины является рабочим органом, изменяющим закрутку потока и регулирующим расход турбины за счет поворота лопаток.
Снаружи к статору подсоединяется спиральная камера, которая предназначена для подвода воды к направляющему аппарату турбины. Особая форма камеры с уменьшающимися сечениями служит для равномерного распределения потока по всей окружности статора.
Отвод воды от рабочего колеса осуществляется через отсасывающую трубу.